# Siling (Mythologie)
Siling, auch Si Ling, (chinesisch 四靈 / 四灵 – „Vier beseelte Wesen, Vier glückverheißende Tiere, Vier wirkkräftige Wesen, Vier heilige Tiere, Vier Zauberwesen oder Vier Wundertiere“), bezeichnet als Sammelbegriff die vier zentralen Fabelwesen der chinesisch-ostasiatischen Mythologie: Einhorn, Drache, Schildkröte und Phönix.

## Geschichte
Die Si Ling sind bereits für die Zeit der Streitenden Reiche auf Keramikziegeln nachgewiesen. Sie sind nicht zu verwechseln mit den Vier Symbolen Si Xiang (四象,  Sì Xiàng – „vier Erscheinungen“) – Blauer Drache, Roter Vogel, Weißer Tiger, Schwarze Schildkröte – die in der chinesischen Astronomie die vier Himmelsrichtungen symbolisieren und manchmal ebenfalls als „Wundertiere“ übersetzt werden. Teilweise werden die Si Ling auch als terrestrisches Gegenstück zu den himmlischen Si Xiang angesehen.
Gelegentlich wurde – in Anlehnung an die fünf Elemente – zu den Si Ling noch der Weiße Tiger hinzugefügt, man spricht dann von den Wu Ling (五靈 / 五灵), den fünf beseelten Wesen.

## Fabelwesen
Die vier Fabelwesen sind:
- das chinesische Einhorn – Qílín
- der Drache – Lóng
- die Schildkröte – Guī
- der chinesische Phönix – Fènghuáng

Diese vier mythologischen Tiere werden als mildtätig und glückbringend verehrt. Sie sollen – je nach Sage – bereits dem Urwesen Pangu bei der Erschaffung der Welt geholfen und später im Garten des Gelben Kaisers gelebt haben.

Siling – Vier glückverheißende Tiere
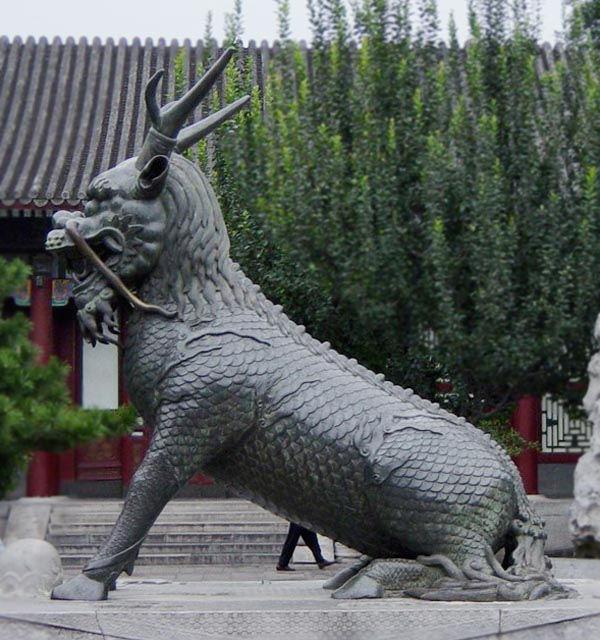
Qilin (麒麟)
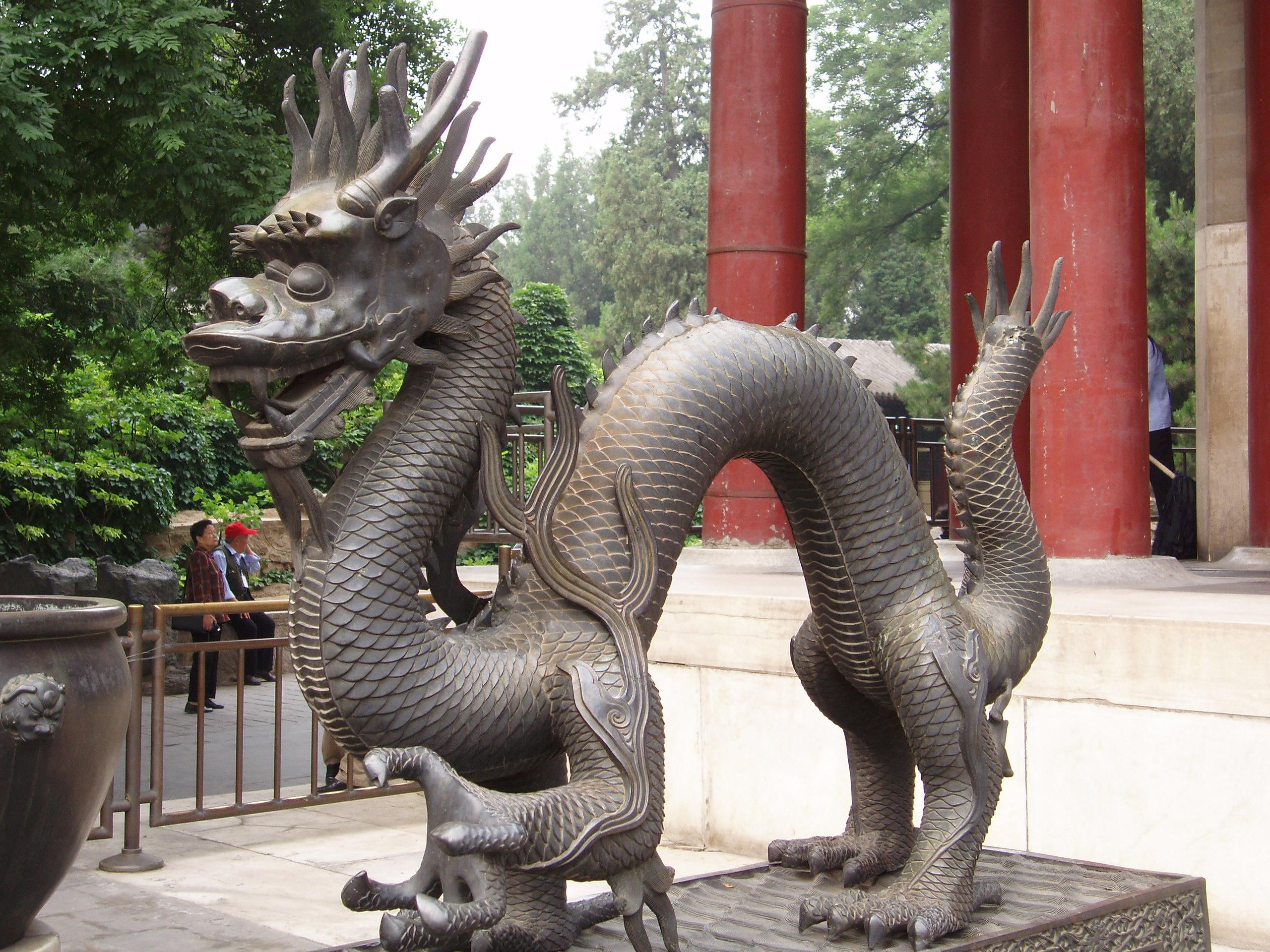
Long (龍 / 龙)
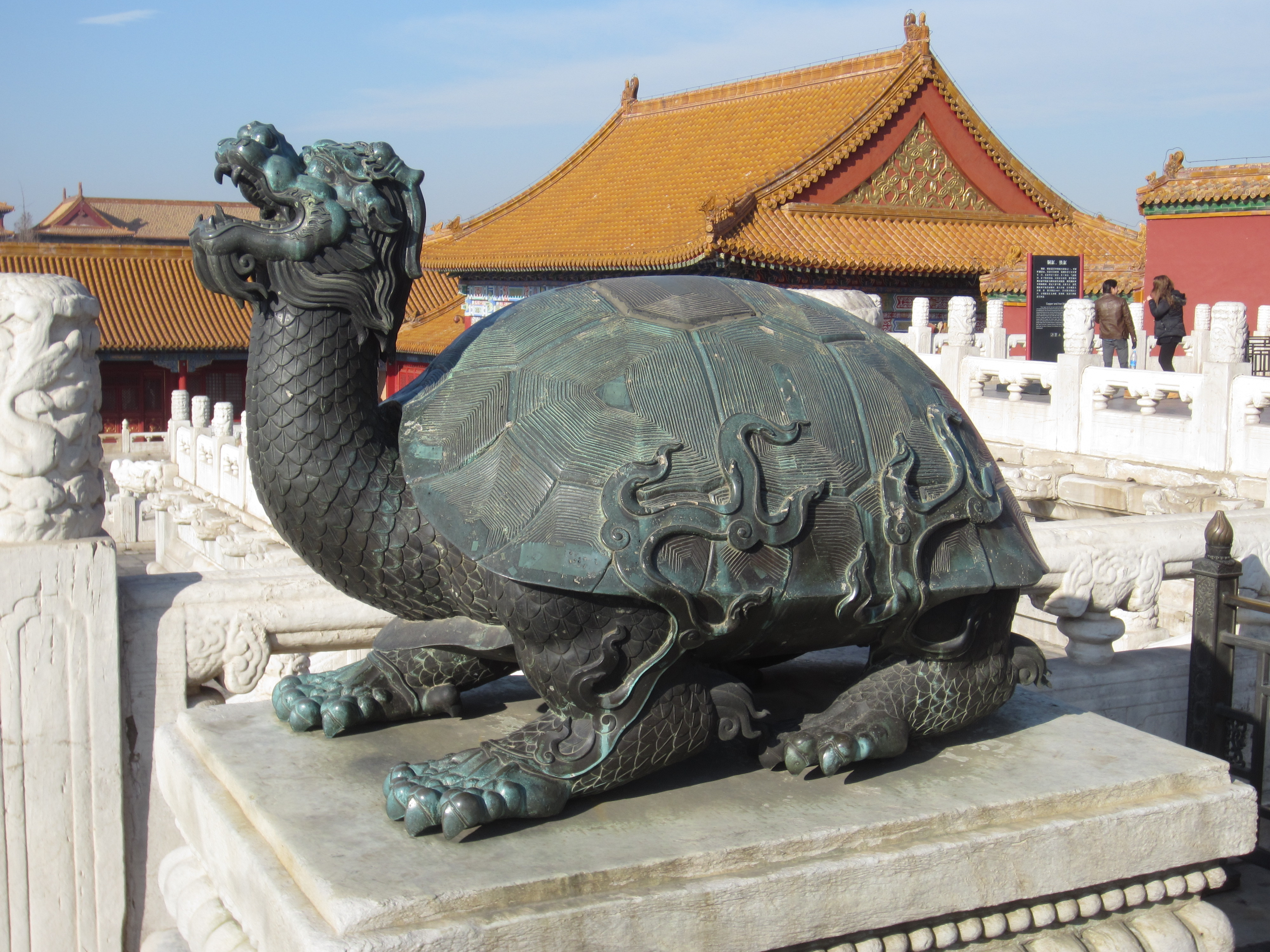
Gui (龜 / 龟)
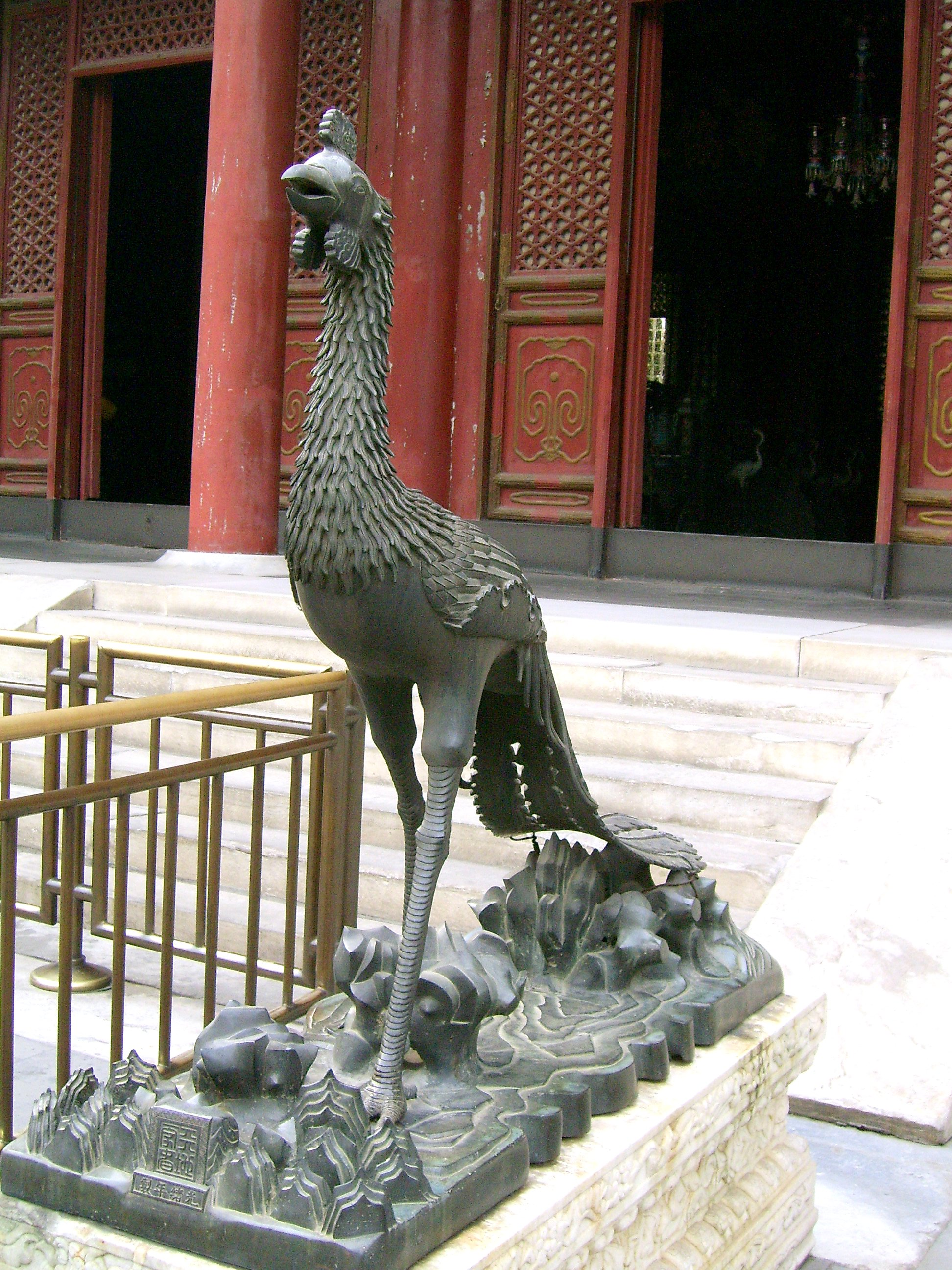
Fenghuang (鳳凰 / 凤凰)